# Champigny-sur-Marne
Champigny-sur-Marne é uma comuna francesa na região administrativa da Ilha-de-França, no
departamento de Val-de-Marne. Estende-se por uma área de 11,3 km², com  74 863 habitantes, segundo os censos de 2006, com uma densidade de 6 625 hab/km².

## Geografia

### Localização
Localizado a 12,5 km a leste de Paris, Champigny-sur-Marne é uma cidade do Val-de-Marne.
Champigny-sur-Marne está situado perto das cidade de Bry-sur-Marne, Chennevières-sur-Marne, Joinville-le-Pont, Le Perreux-sur-Marne, Le Plessis-Trévise, Nogent-sur-Marne, Saint-Maur-des-Fossés e Villiers-sur-Marne.

### Transporte Públicos
As linhas de bus que passa na cidade :
- A linha RATP 106 que liga Joinville-le-Pont, Champigny-sur-Marne e Villiers-sur-Marne.
- A linha RATP 110 que liga Joinville-le-Pont, Champigny-sur-Marne e Villiers-sur-Marne.
- A linha RATP 116 que liga Rosny-sous-Bois, Fontenay-sous-Bois, Le Perreux-sur-Marne, Nogent-sur-Marne, Champigny-sur-Marne e Saint-Maur-des-Fossés.
- A linha RATP 201 que liga Joinville-le-Pont e Champigny-sur-Marne.
- A linha RATP 208a e 208s que liga Saint-Maur-des-Fossés e Champigny-sur-Marne.
- A linha RATP 208b que liga Saint-Maur-des-Fossés, Champigny-sur-Marne e Le Plessis-Trévise.
- A linha RATP 306 que liga Saint-Maur-des-Fossés, Champigny-sur-Marne, Villiers-sur-Marne e Noisy-le-Grand.
- A linha RATP 308 que liga Créteil, Bonneuil-sur-Marne, Sucy-en-Brie, Ormesson-sur-Marne, Chennevières-sur-Marne, Champigny-sur-Marne e Villiers-sur-Marne.
- A linha RATP 317 que liga Créteil, Saint-Maur-des-Fossés, Champigny-sur-Marne, Joinville-le-Pont, Nogent-sur-Marne e Le Perreux-sur-Marne.

A cidade tem a Estação de Les Boullereaux - Champigny da Linha E do RER. Na cidade vizinha de Saint-Maur-des-Fossés há a Estação de Champigny na Linha A do RER.

## Demografia
| 1793  | 1800  | 1806  | 1821  | 1831  | 1836  | 1841  | 1846  | 1851  |
| ----- | ----- | ----- | ----- | ----- | ----- | ----- | ----- | ----- |
| 1 434 | 1 286 | 1 210 | 1 263 | 1 434 | 1 459 | 1 533 | 1 619 | 1 610 |

| 1856  | 1861  | 1866  | 1872  | 1876  | 1881  | 1886  | 1891  | 1896  |
| ----- | ----- | ----- | ----- | ----- | ----- | ----- | ----- | ----- |
| 2 030 | 1 944 | 2 353 | 2 190 | 2 813 | 3 084 | 3 896 | 4 624 | 5 302 |

| 1901  | 1906  | 1911   | 1921   | 1926   | 1931   | 1936   | 1946   | 1954   |
| ----- | ----- | ------ | ------ | ------ | ------ | ------ | ------ | ------ |
| 6 655 | 8 555 | 10 426 | 13 571 | 20 289 | 27 450 | 28 883 | 30 239 | 36 903 |

| 1962 | 1968   | 1975   | 1982   | 1990   | 1999   | 2006   | - | - |
| --- | ------ | ------ | ------ | ------ | ------ | ------ | - | - |
| 57 876 | 70 419 | 80 291 | 76 176 | 79 486 | 74 237 | 74 863 | - | - |
| Para os censos de 1962 a 2006 a população legal corresponde à popolução sem duplicidades, segundo define o INSEE. |        |        |        |        |        |        |   |   |

## História
Na década de 1960, existiu em Champigny o maior bidonville (favela) da história da França, ali residindo em barracas 15.000 pessoas, maioritariamente portuguesas.

## Administração
Lista dos prefeitos sucessivos :
- 2004-atualmente : Dominique Adenot (PCF)
- 1975-2004 : Jean-Louis François Bargero (PCF)
- 1950-1975 : Louis Talamoni (PCF)
- 1945-1950 : René Émile Desvilettes (SFIO)
- 1912-1919 : Albert Thomas

### Geminação
- Bernau bei Berlin (Alemanha ), desde 1962.
- Rosignano Marittimo (Itália ), desde 1963.
- Musselburgh (Escócia).
- Jalapa (Nicarágua ), desde 1983.
- Alpiarça (Portugal ) desde setembro de 2006.

## Cultura e Patrimônio

### Personalidades ligadas à cidade
- Marie-Françoise de Beauharnais
- Albert Thomas
- Samuel Benchetrit
- Guy Bontempelli
- Jacques Inaudi
- Étienne Brûlé
- Baron de Pointis
- Georges Marchais
- Angelin Preljocaj
- Mélanie Quentin
- Tonton David (David Grammont)
- Séverine Vandenhende
- Yann Lachuer
- Alain Mimoun
- Jérémy Hierso
- Bernard Farjat
- Ferdinand Gilson
- René Desvilettes
- Leslie Djhone
- Daniel Gluckstein
- Surya Bonaly
- David Douillet
- Georges Séguy
- Louis Talamoni
- Jean-Louis Bargero
- Guy Poussy
- Pierre Vincenot
- Christian Favier
- Manu Dibango
- Pierre Santini
- Georges Wilson
- Jacques Bouanich
- Annick Dumont
- Sarah Bernhardt (Rosine Bernard)
- Albert Darmont
- Juliette de Wils
- Joseph Martelet
- Charles Garnier
- Laura Flessel-Colovic
- Santiago Carrillo
- Julián Grimau
- Jean Allemane
- René Bonnet
- Alfred Grévin
- Émilie Bouchaud
- Charles Picard
- Bernard Morlet
- Raymond Segal
- Maurice Ouzoulias
- Marie Kennedy
- Jacques Guedj
- Paul Mefano
- Emilie Andéol
- Albert Capaul
- Gabriel Mathieu
- Gustave Caillebotte
- Camille Pissarro
- Claude Monet
- José Martins